# Mads Bidstrup
Mads Bidstrup (født 25. februar 2001) er en dansk professionel fodboldspiller, som spiller for den østrigske Bundesliga-klub Red Bull Salzburg.

## Klubkarriere

### Ungdomskarriere
Bidstrup begyndte hos Herfølge Boldklub, og spillede senere for Brøndby og FC København. Han skiftede i januar 2018 til tyske RB Leipzig.

### Brentford
Bidstrup skiftede i juli 2020 til Brentford FC, hvor han oprindelig blev del af reserveholdet. Han blev i juni 2021 rykket permanent op på førsteholdet, men havde været inde over førsteholdstruppen tidligere.

#### Leje til FC Nordsjælland
Bidstrup skiftede i januar 2022 på en lejeaftale fra Brentford til FC Nordsjælland. Efter at have imponeret i den anden halvdel af 2021-22 sæsonen, blev han i juli 2022 igen lejet ud til FC Nordsjælland for 2022-23 sæsonen.

### Red Bull Salzburg
Bidstrup skiftede i juli 2023 til østrigske Red Bull Salzburg på en permanent aftale.

## Landsholdskarriere
Bidstrup har repræsenteret Danmark på flere ungdomsniveauer.